# Morro Loewsky
O Morro Loewsky é o ponto mais alto do município de Blumenau, Santa Catarina, Brasil. Tem 980m de altitude. Acreditava-se que o ponto culminante de Blumenau era o Spitzkopf e, posteriormente, o Morro Santo Antônio. Porém, o biólogo Lauro Eduardo Bacca em 2008 descobriu que o Morro Loewsky é o mais alto do município, fato confirmado pelo IBGE. A denominação vem do sobrenome de Theodoro Otto Max Loewsky, em homenagem a este cidadão blumenauense que já escalou esta e outras proeminências do relevo da cidade.